# Ostemündung
Die Ostemündung ist ein ehemaliges Naturschutzgebiet in den niedersächsischen Gemeinden Belum in der Samtgemeinde Land Hadeln im Landkreis Cuxhaven und Balje in der Samtgemeinde Nordkehdingen im Landkreis Stade.

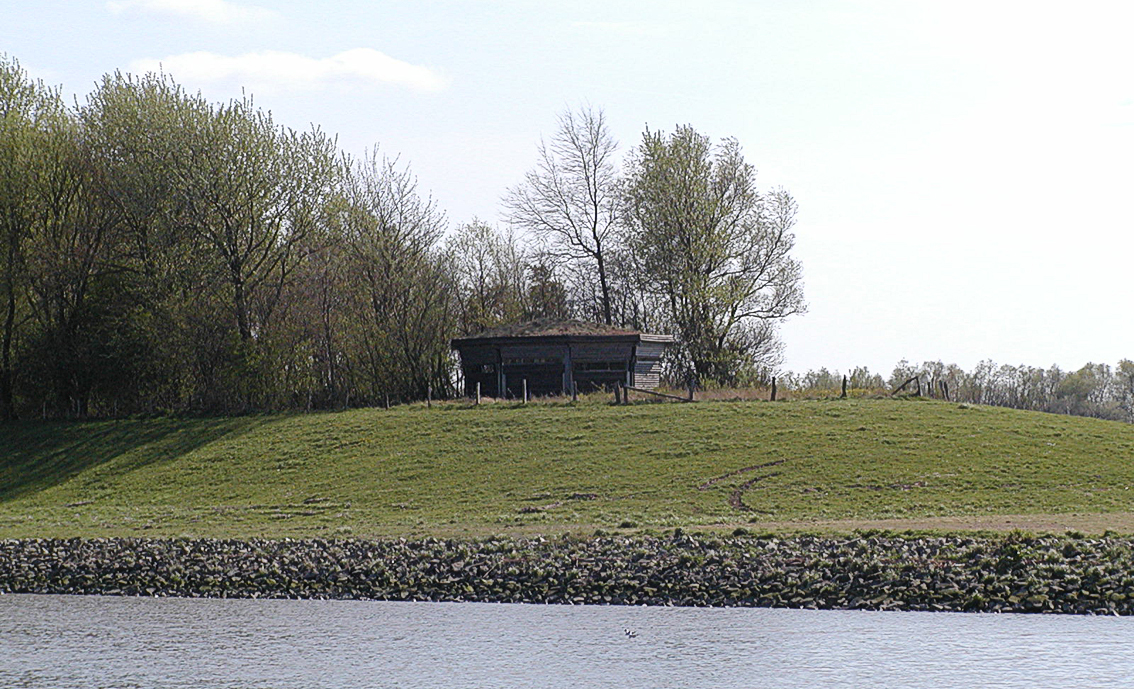
Vogelbeobachtungshütte beim Natureum Niederelbe am Rande des Naturschutzgebietes

Das Naturschutzgebiet mit dem Kennzeichen NSG LÜ 060 war 160 Hektar groß. Davon entfielen 85 Hektar auf den Landkreis Cuxhaven und 13 Hektar auf den Landkreis Stade sowie 62 Hektar Watt- und Wasserflächen der Oste auf den Niedersächsischen Landesbetrieb für Wasserwirtschaft, Küsten- und Naturschutz. Das Naturschutzgebiet war größtenteils Bestandteil des FFH-Gebietes „Unterelbe“ und des EU-Vogelschutzgebietes „Unterelbe“. Das Gebiet stand seit dem 26. April 1975 unter Naturschutz. Zum 28. April 2017 ging es im Naturschutzgebiet „Hadelner und Belumer Außendeich“ auf. Zuständige untere Naturschutzbehörden waren die Landkreise Cuxhaven und Stade und der Niedersächsische Landesbetrieb für Wasserwirtschaft, Küsten- und Naturschutz.
Das ehemalige Naturschutzgebiet liegt nördlich von Neuhaus (Oste) im linksseitigen Bereich des Mündungsgebietes der Oste in die Elbe. Im Westen grenzte es direkt an das Naturschutzgebiet „Hadelner und Belumer Außendeich“. Das ehemalige Naturschutzgebiet umfasst Watt- und Wasserflächen und von den Gezeiten beeinflusstes Grünland im Deichvorland. Es hat eine große Bedeutung als Brut-, Nahrungs- und Rastbiotop insbesondere für Wat- und Wasservögel.